# Berhet
Berhet (en bretó Berc'hed) és un municipi francès, situat a la regió de Bretanya, al departament de Costes del Nord. L'any 1999 tenia 211 habitants. El 26 de maig de 2006 es va adherir a la carta Ya d'ar brezhoneg

## Demografia
| 1962                                       | 1968 | 1975 | 1982 | 1990 | 1999 |
| ------------------------------------------ | ---- | ---- | ---- | ---- | ---- |
| 192                                        | 223  | 187  | 181  | 217  | 211  |
| Des de 1962: població sense dobles comptes |      |      |      |      |      |

## Administració
| Període   | Identitat          | Partit        |
| --------- | ------------------ | ------------- |
| 1947-1983 | Louis Merrer       |               |
| 1983-2001 | Fañch Peru         | UDB           |
| 2001-     | Jean-Yves Bourveau | Divers droite |